# Campeonato Europeu de Voleibol Feminino Sub-20
O Campeonato Europeu de Voleibol Feminino Sub-20 é uma competição organizada pela Confederação Européia de Voleibol que reúne a cada 2 anos as seleções de voleibol juvenis da Europa. A Sua primeira edição foi em 1966 e teve como campeã a extinta União Soviética. 

## Quadro Geral
| Ordem | País              | Medalha de ouro | Medalha de prata | Medalha de bronze | Total |
| ----- | ----------------- | --------------- | ---------------- | ----------------- | ----- |
| 1     | Rússia            | 15              | 4                | 1                 | 20    |
| 2     | Itália            | 7               | 4                | 2                 | 13    |
| 3     | Turquia           | 2               | 0                | 3                 | 5     |
| 4     | República Tcheca  | 1               | 4                | 7                 | 12    |
| 5     | Sérvia            | 1               | 5                | 0                 | 6     |
| 6     | Polônia           | 1               | 0                | 5                 | 6     |
| 7     | Alemanha Oriental | 0               | 4                | 2                 | 6     |
| 8     | Bulgária          | 0               | 2                | 1                 | 3     |
| 9     | Ucrânia           | 0               | 1                | 1                 | 2     |
| 9     | Romênia           | 0               | 1                | 1                 | 2     |
| 11    | Croácia           | 0               | 1                | 0                 | 1     |
| 11    | Eslovênia         | 0               | 1                | 0                 | 1     |
| 13    | Bielorrússia      | 0               | 0                | 2                 | 2     |
| 14    | Alemanha          | 0               | 0                | 1                 | 1     |
| 14    | Hungria           | 0               | 0                | 1                 | 1     |